# Montaut (Erau)
Montaut (en francès Montaud) és un municipi occità del Llenguadoc, situat a la regió d'Occitània, al departament de l'Erau.